# Скелевка (Львовская область)

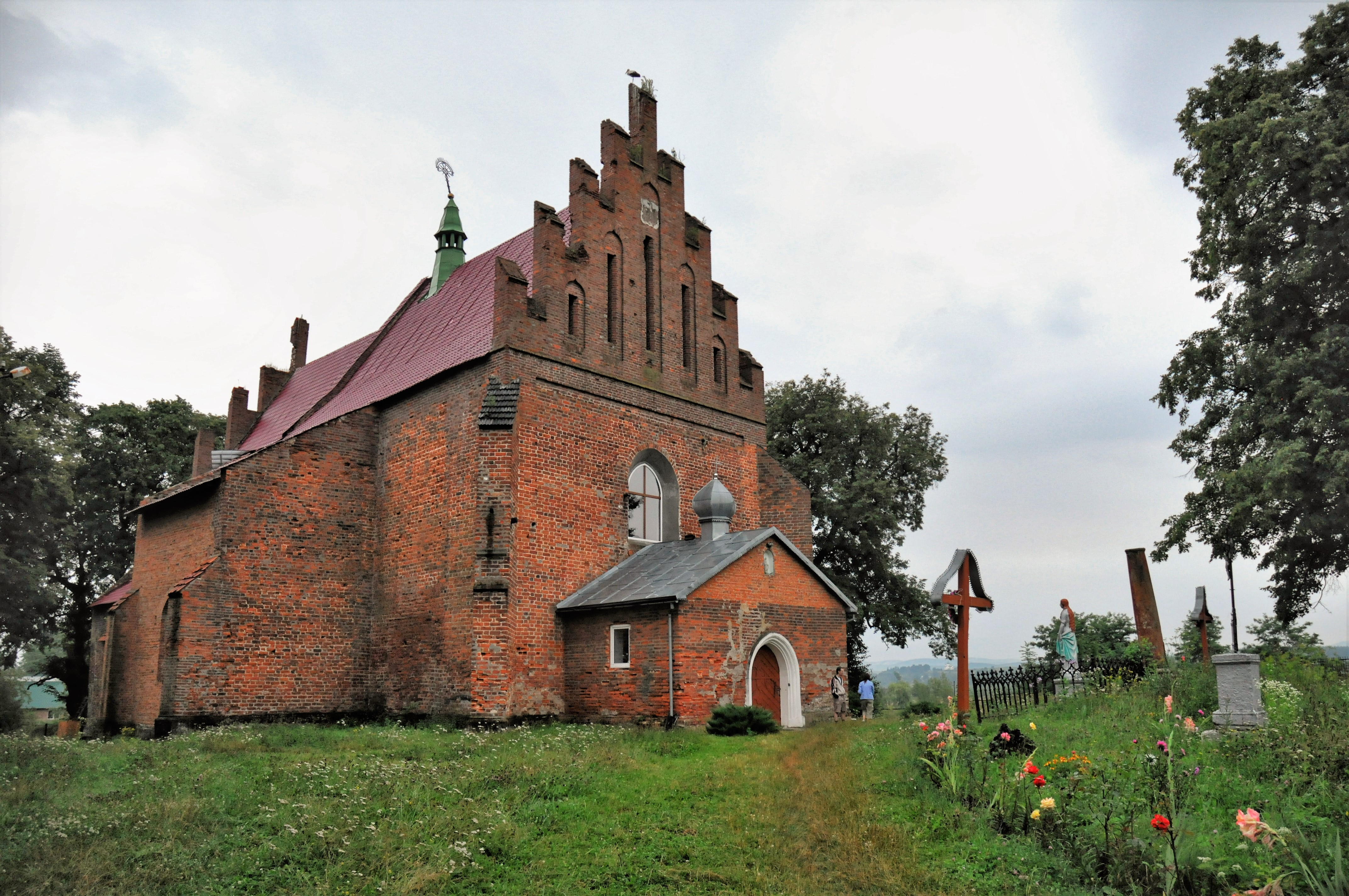
Костёл Святого Мартина в Скелевке

Скелевка (укр. Скелівка), до 1946 года Фельштин — село в Хыровской городской общине Самборского района Львовской области Украины.
Население по переписи 2001 года составляло 1062 человека. Занимает площадь 3.5 км². Почтовый индекс — 82052. Телефонный код — 3238-61.

## История
В 1946 году указом ПВС УССР село Фельштын переименовано в Скелевку.

## Известные уроженцы и жители
- Себастьян из Фельштына — польский теоретик музыки, композитор эпохи Возрождения.